# هیساکو موری
هیساکو موری (انگلیسی: Hisako Mori؛ زادهٔ ۴ مهٔ ۱۹۶۴) بدمینتون‌باز اهل ژاپن بود.